# Materialisme eliminatiu

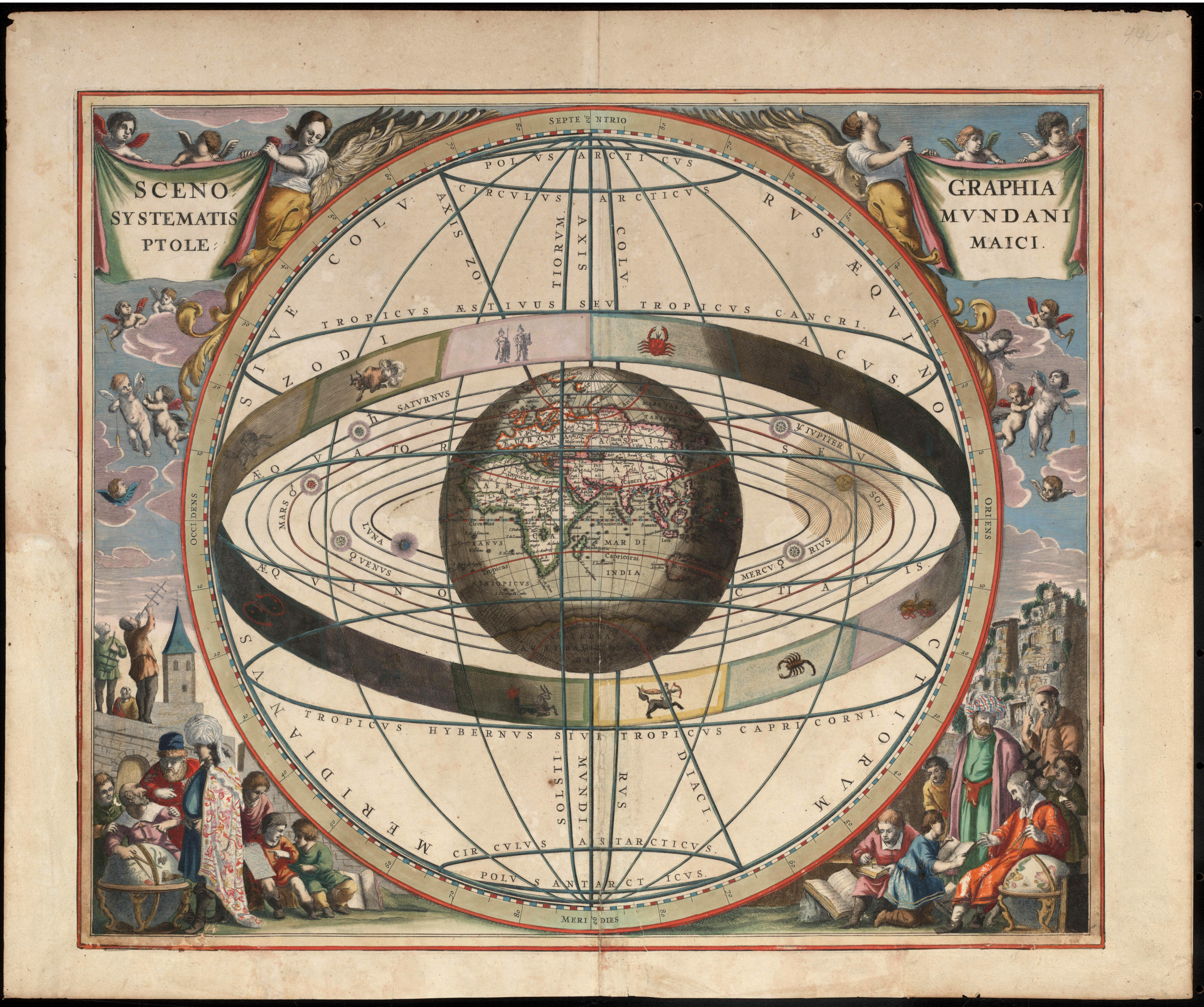

En la filosofia de la ment el materialisme eliminatiu o eliminativisme és una manera radical de materialisme (fisicalisme).

## Plantejament
Els materialistes eliminatius creuen que la consciència és un epifenomen de la funció cerebral, i alguns creuen que el concepte se n'eliminarà tan prompte com la neurociència progresse. Argumenten que els conceptes de la psicologia popular com ho són les creences, els desigs i les intencions, són il·lusoris i, per tant, no tenen un substrat neurològic consistent.
La visió del món segons la qual tot és matèria que segueix lleis físiques, i en què el cervell és l'única realitat existent en els mal denominats «fenòmens mentals» sol ser criticada pels partidaris d'una visió mentalista o dualista, incloent-hi casos d'emergentistes que pensen que la ment «emergeix» i se separa ontològicament del cos. Aquestes crítiques apel·len a la realitat dels "quàlia" i la consciència, perquè són directament percebuts.
Martín López Corredoira, des d'una posició materialista, ix al pas d'aquests raonaments: aquestes percepcions són una il·lusió, una fantasia, somnis sobre una cosa irreal.
Els que recolzen aquesta visió solen fer comparances amb les anteriors teories científiques que ja han estat eliminades, com la dels quatre humors, la teoria de medicina, la de la combustió atribuïda al flogist, i la de la «força vital» (de Georg Ernst Stahl -stahlianisme- i el vitalisme en general -com el de Hans Driesch-). En aquests casos, la ciència no ha produït versions més detallades d'aquestes teories, sinó que les ha rebutjades per obsoletes. Els materialistes eliminatius sostenen que la psicologia popular s'encamina cap al mateix escenari. Segons Willard Van Orman Quine, passaran anys abans que la psicologia popular siga reemplaçada per la ciència.
Aquesta forma de materialisme s'associa sobretot als filòsofs Paul i Patricia Churchland, tot i que Daniel Dennett, Jonàs Barnaby i Lynne Rudder Baker també es consideren a si mateixos "eliminatius" respecte molts aspectes de la psicologia.

## Arguments contra l'eliminativisme

### Reserves intuïtives
La tesi de l'eliminativisme sembla tan òbviament errònia per a molts crítics, sota l'argument que les persones saben immediatament i indubtablement que tenen ments, que l'argumentació pareix innecessària. Aquest tipus d'intuïció s'il·lustra en preguntar què ocorre quan un es pregunta si té estats mentals. Els eliminativistes s'oposen a aquesta refutació de la seua posició quan afirmen que les intuïcions sovint són errònies. Les analogies de la història de la ciència s'invoquen sovint per recolzar aquesta observació: pot semblar obvi que el sol viatja al voltant de la Terra, per exemple, però malgrat aquesta aparent obvietat, tal concepció es va demostrar errònia. Així, pot semblar obvi que a banda dels esdeveniments neuronals també hi haja condicions mentals. Això, però, també podria ser fals.
Fins i tot si un accepta la susceptibilitat a l'error de les intuïcions de les persones, l'objecció es pot reformular: si l'existència de condicions mentals sembla òbvia i és central en la concepció del món, llavors calen arguments enormement forts per a negar amb èxit l'existència de condicions mentals. Aquests arguments, per a ser consistents, s'han de formular d'una manera que no supose l'existència d'entitats com "estats mentals", "arguments lògics" i "idees"; en cas contrari, són autocontradictoris. Els que accepten aquesta objecció afirmen que els arguments a favor de l'eliminativisme són massa febles per a establir un concepte tan radical; per tant, no hi ha raó per a creure en l'eliminativisme.

### Autorefutació
Alguns filòsofs, com Paul Boghossian, han intentat mostrar que l'eliminativisme és en un cert sentit un acte refutable, perquè la teoria mateixa pressuposa l'existència de fenòmens mentals. Si l'eliminativisme és veritable, llavors l'eliminativista hauria de permetre una propietat intencional com la veritat, suposant que per afirmar alguna cosa un se l'ha de creure. Per tant, perquè l'eliminativisme s'afirme com una tesi, l'eliminativista ha de creure que és veritat; si aquest és el cas, llavors hi ha creences i la tesi eliminativista és falsa.
Georges Rey i Michael Devitt responen a aquesta objecció invocant teories semàntiques deflacionistes que eviten analitzar predicats com "x és veritable" com l'expressió d'una propietat real. S'interpreten, per contra, com a dispositius lògics, de manera que afirmar que una oració és veritable és una forma citada d'afirmar l'oració mateixa. Així, argumenten Rey i Devitt, en la mesura en què els reemplaçaments disposicionals dels "reclams" i els relats deflacionaris de "veritable" són coherents, l'eliminativisme no es refuta a si mateix.

### Quàlia
Un altre problema per a l'eliminativista és la consideració que els éssers humans tenen experiències subjectives i, per tant, els seus estats mentals conscients tenen quàlia. Com els quàlia se solen considerar característics dels estats mentals, la seua existència no sembla compatible amb l'eliminativisme. Els eliminativistes, com Daniel Dennett i Georges Rey, hi responen rebutjant els quàlia. Això ho veuen problemàtic els oponents dels eliminativistes, ja que molts n'afirmen que l'existència de quàlia sembla òbvia. Molts filòsofs consideren l'"eliminació" dels quàlia inversemblant, si no incomprensible. Afirmen que, per exemple, l'existència del dolor simplement està més enllà de la seua negació.
Admetent que l'existència de quàlia siga òbvia, Dennett afirma, però, que "quàlia" és un terme teòric d'una metafísica obsoleta derivada d'intuïcions cartesianes. Sosté que una anàlisi precisa mostra que el terme està buit i ple de contradiccions. L'afirmació de l'eliminativista pel que fa als quàlia és que no hi ha evidència imparcial d'aquestes experiències quan es consideren més que actituds proposicionals. És a dir, no neguen que el dolor existisca, sinó que existeix independentment del seu efecte sobre el capteniment. Influenciats per les Recerques filosòfiques de Ludwig Wittgenstein, Dennett i Rey han defensat l'eliminativisme sobre els quàlia, fins i tot quan s'accepten altres parts d'allò mental.

### Eficàcia de la psicologia popular
Alguns filòsofs simplement diuen que la psicologia popular és una teoria prou reeixida. Els teòrics de la simulació dubten que la comprensió de la gent d'allò mental puga explicar-se en termes d'una teoria en absolut. En canvi, argumenten que la comprensió de les persones sobre els altres es basa en simulacions internes de com actuarien i respondrien en contexts semblants. Jerry Fodor és un dels objectors que creu en l'èxit de la psicologia popular com a teoria, perquè crea una manera efectiva de comunicació en la vida quotidiana que pot introduir-se amb pocs mots. Aquesta efectivitat no es podria aconseguir-se amb una terminologia neurocientífica complexa.